# سیارک ۲۰۲۸۵
سیارک ۲۰۲۸۵ (به انگلیسی: 20285 Lubin، نامگذاری:1998FU58) بیست هزار و دویست و هشتاد و پنجمین سیارک کشف شده‌است که در ۲۰ مارس ۱۹۹۸ کشف شد.
قدر مطلق سیارک برابر ۱۴.۸ است.